# 341
341 (CCCXLI) var ett normalår som började en torsdag i den julianska kalendern.

## Händelser

### Okänt datum
- Kejsar Constans förbjuder hedniska offer- och magiriter, vid hot om dödsstraff.
- Constans inleder ett fälttåg mot frankerna.
- Konciliet i Encaenia hålls i Antiochia vid Orontes.
- Paulus I återinsätts som patriark av Konstantinopel.
- Tusentals kristna avrättas i Seleukia i Mesopotamien.

## Avlidna
- Eusebios av Nicomedia, patriark av Konstantinopel
- Ko Hung (eller Ge Hong), berömd kinesisk läkare (död detta år eller 343)
- Kuverami, indisk drottning.